# Heather Angel
Heather Grace Angel (Oxford, Inglaterra; 9 de febrero de 1909 – Santa Bárbara, California; 13 de diciembre de 1986) fue una actriz teatral y cinematográfica británica.

## Biografía
Nacida en Oxford, Inglaterra, Angel se crio en una granja cercana a Banbury. 
Empezó su carrera teatral en el Old Vic en 1926, actuando posteriormente para compañías itinerantes. También tuvo actuaciones en varios filmes británicos, aunque finalmente decidió viajar a Hollywood. Su primer papel para la gran pantalla tuvo lugar en City of Song, siendo más adelante primera actriz de Night in Montmartre (1931), éxito al que siguió The Hound of the Baskervilles (1932). En los siguientes años hizo papeles de importancia en películas como The Mystery of Edwin Drood (1935), The Three Musketeers (1935), El delator (1935), y The Last of the Mohicans (1936). En 1937 hizo la primera de cinco interpretaciones como Phyllis Clavering en la popular serie cinematográfica de Bulldog Drummond. Otro de sus papeles fue el de Kitty Bennett en Más fuerte que el orgullo (1940). Angel fue también primera actriz en la primera versión para la pantalla de la novela de Raymond Chandler The High Window, estrenada en 1942 con el título de Time to Kill. Además, interpretó a una de las pasajeras en la película de Alfred Hitchcock Lifeboat (1944). Sus trabajos para el cine en los años siguientes fueron escasos, aunque volvió a Hollywood para dar voz en los filmes de animación de Walt Disney Pictures Alicia en el país de las maravillas (1951) y Peter Pan (1953).  
Para la televisión tuvo un papel regular en la serie Peyton Place desde 1964 a 1965, tras el cual fue Miss Faversham, una niñera y amiga del personaje interpretado por Sebastian Cabot en la sitcom Mis adorables sobrinos.
Angel estuvo casada con Robert B. Sinclair, un director televisivo. El 4 de enero de 1970 un delincuente entró en su casa. Cuando Sinclair intentó proteger a Angel, el intruso le mató y huyó, todo en presencia de Angel. Se cree que el incidente fue un intento fallido de robo. 
Heather Angel falleció en 1986 a causa de un cáncer en Santa Bárbara (California). Fue enterrada en el Cementerio Santa Bárbara de dicha localidad.
Por su contribución a la industria cinematográfica a Angel se le concedió una estrella en el Paseo de la fama de Hollywood, en el 6312 de Hollywood Boulevard.

## Selección de su filmografía
- Men of Steel (1932)
- The Hound of the Baskervilles (1932)
- Pilgrimage (Peregrinos) (1933)
- Berkeley Square (La plaza de Berkeley) (1933)[1]
- Charlie Chan's Greatest Case (1933)
- Murder in Trinidad (1934)
- Springtime for Henry (1934)
- The Mystery of Edwin Drood (1935)
- El delator (1935)
- The Three Musketeers (Por la dama y el honor) (1935)
- Daniel Boone (1936)
- The Last of the Mohicans (1936)
- The Bold Caballero (1936)
- Bulldog Drummond Escapes (1937)
- Bulldog Drummond in Africa (1938)
- Arrest Bulldog Drummond (1939)
- Bulldog Drummond's Secret Police (1939)
- Bulldog Drummond's Bride (1939)
- Half a Sinner (1940)
- Más fuerte que el orgullo (1940)
- That Hamilton Woman (Lady Hamilton) (1941)
- Suspicion (1941)
- The Undying Monster (1942)
- Time to Kill (1942)
- Cry 'Havoc' (1943)
- Lifeboat (1944)
- In the Meantime, Darling (1944)
- The Saxon Charm (Sed de dominio) (1948)
- Alicia en el país de las maravillas (1951) (voz)
- Peter Pan (1953) (voz)
- The Premature Burial (La obsesión) (1962)
- Gone with the West (1975)